# Vozes de Abril
Vozes de Abril é uma gala de programa e espectáculo destinado a prestar homenagem a todos aqueles que através do seu contributo artístico ajudaram a criar condições para que a liberdade fosse conquistada para Portugal.
As "Vozes de Abril" são cantores, músicos, poetas, escritores, actores e artistas plásticos cujas obras sempre expressaram os valores da liberdade e da democracia.
Contudo esta gala não é uma melancólica e saudosista revisitação do passado. Não é uma romagem de saudade cuja mensagem só envelheceria os ideais de Abril. É por isso que o programa/espectáculo passará pelo antes do 25 de abril e partirá rumo ao futuro.
Vozes de Abril foi gravado ao vivo no Coliseu dos Recreios, no dia: 4 de abril de 2008 e transmitido pela RTP 1, no dia 25 de abril de 2008.
Intervêm, entre outros, os seguintes intérpretes:

## Intérpretes
Brigada Victor Jara, Carlos Alberto Moniz, Carlos Carranca, Carlos Mendes, Couple Coffee, Ermelinda Duarte, Erva de Cheiro, Estudantina de Lisboa, Fernando Tordo, Francisco Fanhais, Haja Saúde, Helena Vieira e Coro Infanto-Juvenil, Jacinta (cantora), João Afonso, José Barata Moura, José Jorge Letria, José Mário Branco, Lua Extravagante, Vitorino, Janita Salomé, Carlos Salomé, Filipa Pais, Lúcia Moniz, Luís Goes, Luiza Basto e João Fernando, Manuel Freire, Maria do Amparo, Pedro Barroso, Raul Solnado, Samuel, Tino Flores, Waldemar Bastos, com participação especial de Patxi Andion.

## Poesia
Joaquim Pessoa, José Fanha, Manuel Alegre, Maria Barroso.

## Corpo de baile
Coreografado por Marco de Camillis.

## Participação teatral
A Barraca (com textos do Autor e Encenador Hélder Costa, interpretados por Adérito Lopes em "Vira - Casacas"; Luís Thomar em "Ex -Pide"; Rui de Sá em "A Esperança do Futuro" e Susana Costa em "A Jornalista").

## Corais alentejanos
"Os Alentejanos" da Damaia e "Grupo da Liga de Amigos de S. Domingos" de Sacavém.

## Guitarraeviola
João Alvarez e Durval Moreirinhas (1937-2017).

## Bandas
Exército, Força Aérea, Marinha.

## Banda musical
Dirigida por Carlos Alberto Moniz.

## Apresentadores
Júlio Isidro e Sílvia Alberto.

## Fonte
- «Coliseu dos Recreios»
- «RTP 1»
- «RTP»